# مردغانه برتقاله
مردغانه برتقاله (به عربی: مردغانة برتقالة) یک روستا در سوریه است که در ناحیه سنجار واقع شده‌است. مردغانه برتقاله ۵۳۱ نفر جمعیت دارد.